# ميتشيل ريس
ميتشيل ريس (بالإنجليزية: Mitchell Reiss)‏ هو دبلوماسي أمريكي، ولد في 12 يونيو 1957.

## وصلات خارجية
- ميتشيل ريس على موقع إن إن دي بي (الإنجليزية)